# バンフィールド (テレビ番組)
『バンフィールド（Banfield）』は、2021年3月1日に初放送されたアメリカ・NewsNationの毎晩のテレビニュース番組。アシュリー・バンフィールドがホストを務める1時間の番組は、『ラリー・キング・ライブ』に触発されている。平日22:00（東部時間）に本放送され、翌2:00（東部時間）と週末に再放送される。

## 形式
アシュリー・バンフィールドは、『バンフィールド』は通常1人のゲストに1時間焦点を合わせ、質問の質問なしに「会話」をすることに焦点を合わせると述べた。元々の最初のゲストは、死去するまでラリー・キングになる予定だった。開始前のインタビューで、バンフィールドは、政治的スペクトル全体から「ソートリーダー」を探し出すことを試み、「視聴者の健康」を優先する「事実に基づく偏りのないジャーナリズム」を約束したと述べた。最初の週のゲストには、アーロン・ソーキン、ブライアン・クランストン、ロビン・ライト、キース・オルバーマンなどがいた。ただし、ニュースの内容によっては、他の番組に複数のゲストがいる場合がある。この番組はコネチカット州のスタジオから放送されている。

## 反応
100を超えるネクスター・メディア・グループ所有局とNewsNationでのプロモーションにもかかわらず、『バンフィールド』の視聴率は低くなっている。アーロン・ソーキンの初回放送には、17,000人の視聴者がいて、25〜54歳の人口統計で5,000人が広告主から賞賛された。これは、25〜54歳のグループの視聴者が38％少なく、『NewsNation Prime』が置き換えられた時間よりも50％少なくなった。